# Série mondiale 1994
La Série mondiale 1994 devait être la 91e série finale des Ligues majeures de baseball.
Elle fut annulée en raison de la grève du baseball majeur qui fut déclenchée le 12 août 1994 et qui causa l'annulation, le 14 septembre, du reste de la saison régulière et des séries éliminatoires.
Il s'agissait de la deuxième fois seulement dans l'histoire des ligues majeures, et la première fois depuis 1904, que la Série mondiale n'avait pas lieu. 